# Korányi Frigyes (orvos)
Idősebb tolcsvai báró Korányi Frigyes (született Kornfeld Frigyes néven) (Nagykálló, 1828. december 10. – Budapest, 1913. május 19.)
a márciusi ifjak egyike, belgyógyász, egyetemi tanár, a Magyar Tudományos Akadémia levelező tagja, a magyarországi orvostudomány egyik korai meghatározó alakja, ifj. báró Korányi Frigyes pénzügyminiszter (1919–1920, 1924, 1931–1932) és Korányi Sándor orvosprofesszor apja.

## Élete
Korányi (Kornfeld) Sebald (1800–1885), nagykállói gyakorló orvos, és Nyíri (Kandel) Anna első gyermekeként, 1828. december 10-én született Nagykállóban tehetős izraelita orvoscsaládba, később még nyolc testvére született. A középiskolát a szatmárnémeti piaristáknál végezte, a pesti egyetem orvosi karán 1844-ben kezdett tanulni.
1848. március 15-én reggel éppen Sauer Ignác belgyógyászati előadását hallgatta, lelkesen ő is csatlakozott az egyetemistákhoz és végigjárta a forradalom helyszíneit. Orvostanhallgatóként rész vett az 1848–49-es forradalom és szabadságharcban, előbb mint nemzetőr, majd a Szabolcs vármegyei önkéntes zászlóaljgyógyszertár parancsnoka, aztán a nyíregyházi katonakórház főhadnagya, a szabadságharc végén pedig mint a 104. honvédzászlóalj főorvosa. 1848-ban apja kezdeményezésére ő is (teljes családjával együtt) áttért a katolikus vallásra, és felvette a Korányi nevet. 1849 őszén folytatta tanulmányait Pesten, 1852-ben szerzett diplomát. A szabadságharcban való részvételéért még ebben az évben száműzték Bécsből (ahová mint műtőnövendék, két évre készült) felségsértés címén (egy magánlevélben tett egy megjegyzést Ferenc Józsefre – „a császár jóképű gyerek” – amit – szándékosan vagy véletlenül – „jól táplált gyereknek” fordított félre a rendőrségi cenzúra, így az gúnyosnak hatott) illetve Pestről is, Nagykállóba. 1852-ben kezdte meg praxisát szülővárosában, 1859-ben egyik alapítója volt a helyi kórháznak. 1857–58-ban több tanulmányutat tett a kor legnevesebb orvosi intézményeibe illetve egyetemeire Markusovszky Lajossal, Hirschler Ignáccal és Török József debreceni gyógyszerésszel. Tapasztalatait tanulmányokban adta közre az akkoriban alapított Orvosi Hetilapban, a hazai orvosképzés reformjának szükségességét hangoztatva, illetve – az elsők között – a gyermekhalandóság okait vizsgálta. 1861. január 30-án Szabolcs vármegye főorvosává nevezték ki. A magyar alkotmány felfüggesztése (provizórium) elleni tiltakozásul 1861. november 4-én a teljes megyei tiszti karral együtt lemondott (a provizórium egészen a kiegyezésig tartott). 1864-ben amnesztiát kapott és visszatérhetett Pestre, ahol előbb a tífusz-fiókkórház, majd 1865-ben a pesti Szent Rókus Kórház idegosztályának vezetője lett. 1864-ben a pesti egyetemen magántanári képesítést szerzett idegkórtanból. 1866-ban kinevezték a pesti egyetemen a belgyógyászat tanárává. 	Korányi Frigyes budapesti egyetemi tanár 1876. március 21-én királyi tanácsosi címet szerzett adományban az uralkodótól.
1878-ban kezdődött meg az I. belklinika (ma Országos Korányi Pulmonológiai Intézet, rövidebb nevén „Korányi Kórház”) építése saját tervei alapján, melynek átadása (1880) után egészen haláláig igazgatója lett és maradt. „Klinikáján” – Magyarországon elsőként, de a korban sem túl elterjedt módon – bevezette a laboratóriumi kutatást, a vegyi-, bakteriológiai- és röntgenvizsgálatokat. Előadásaiban, szakirodalmi tevékenységében a kor leghaladóbb, legkorszerűbb tudományos nézeteit propagálta és érvényesítette.
Részt vett az 1870-es évek egészségügyi reformjainak előkészítésében és kidolgozásában (1874. évi egyetemi orvosképzési reform, 1876. évi közegészségügyi törvény), ennek révén számos korábbi, még tanulmányútjai során megfogalmazódott reformelképzelését keresztül tudta vinni. Munkássága elismeréseként 1884. február 2-án magyar nemességet, a "tolcsvai" nemesi előnevet valamint családi címert szerzett adományban (Adolf nevű öccsével együtt) I. Ferenc József magyar királytól. Korányi Frigyes I. Ferenc József magyar királytól magyar bárói címet nyert 1908. november 21-én; 1891-ben a főrendiház örökös tagja lett. Szintén 1884-ben az MTA levelező tagjának választotta.

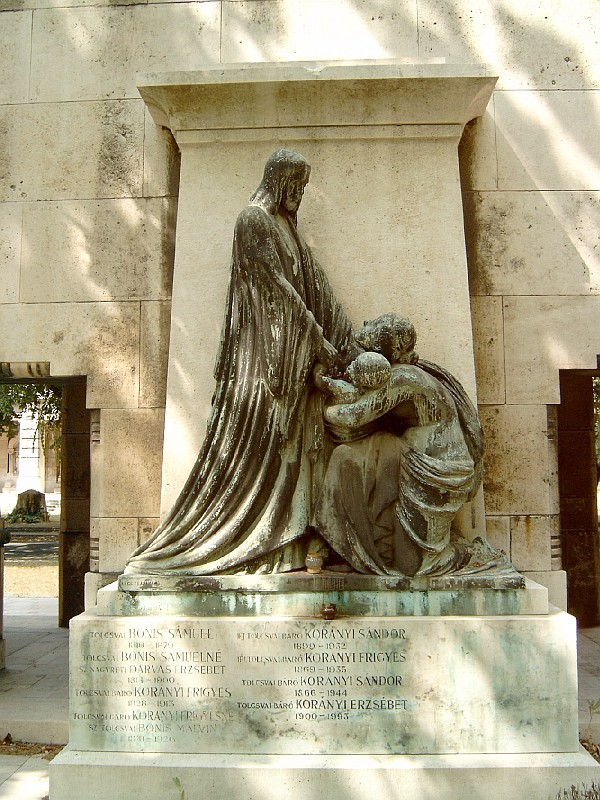
Korányi család síremléke a budapesti Kerepesi temető jobb árkádsorán (45) (Ligeti Miklós alkotása)

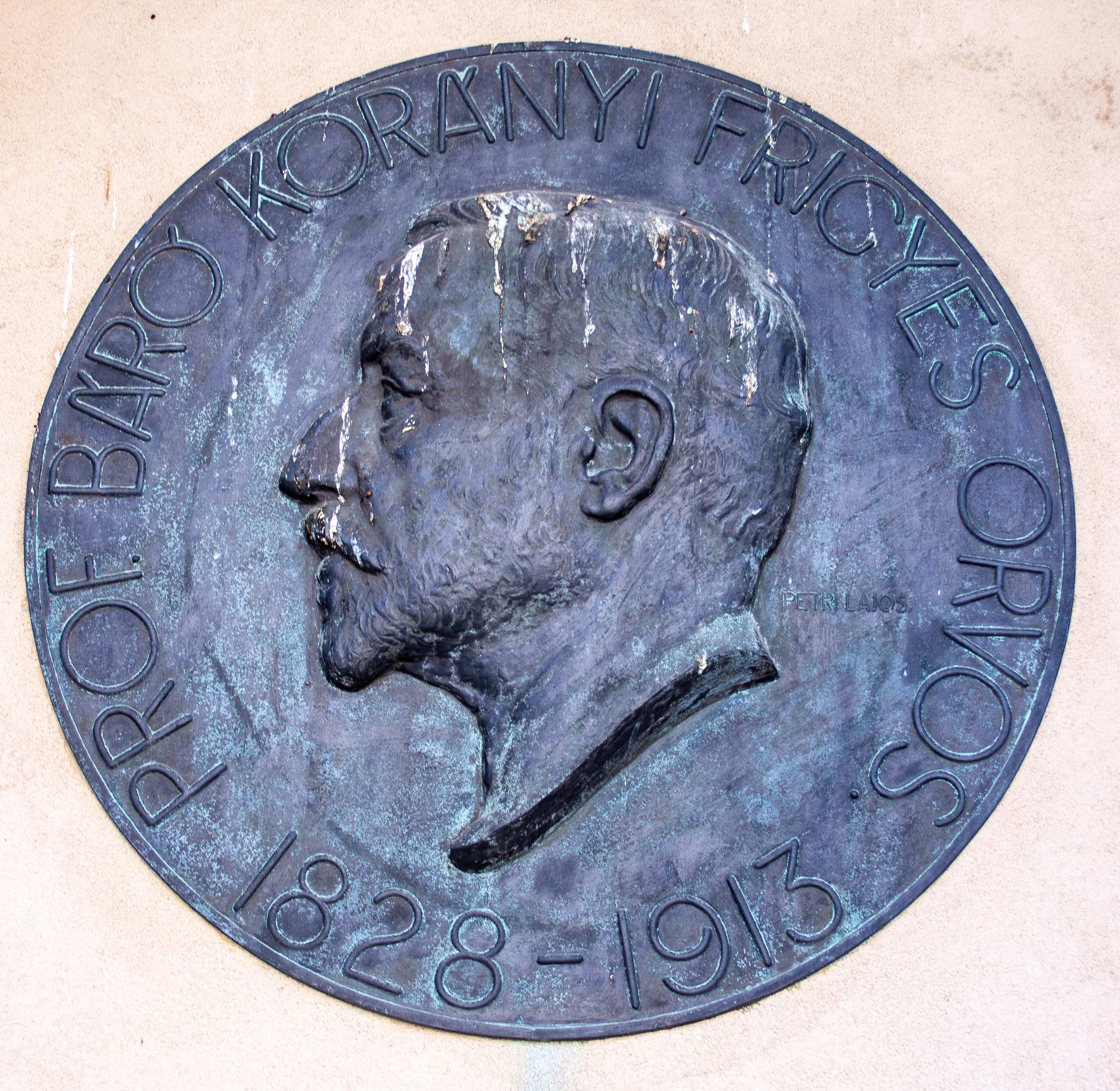
Dombormű a szegedi Dóm téren

1886-ban kinevezték egyetemi rektorrá. Ebbéli minőségében bevezette az egyetemen a klinikai gyakornoki rendszert, a belgyógyászati szakvizsgáknál pedig feltételnek szabta meg a klinikain felül az ideggyógyászati és a kórbonctani gyakorlatot is. A „kórházában” olyanok fordultak meg a keze alatt, mint Victor Babeș (később világhíres bakteriológus), Udránszky László, Kétly Károly, Elischer Gyula, Bókay Árpád, Issay Artúr, Buday Kálmán, és még sokan mások. Főleg a mellkasi betegségekkel foglalkozott, az elsők között vizsgálta a relatív szívbillentyű zavarokat, munkáiban, előadásaiban gyakran vizsgálta illetve mutatott rá az adott betegséggel összefüggésbe hozható társadalmi hátterekre. Kezdeményezésére indult meg az aktív megelőző és gyógyító küzdelem a tuberkulózis (tbc) ellen, melynek keretében aktívan részt vett a tüdővizsgálói rendelőhálózat (ma: tüdőszűrő állomások) kiépítésében, elterjesztésében. Teljes egészében neki köszönhető az Erzsébet királyné Tüdőszanatórium 1905-ös megnyitása, amely a saját tervei alapján, az általa gyűjtött adományokból épült fel.
Hosszú ideig volt elnöke az Országos Közegészségi Tanácsnak, tagja az Igazságügyi Orvosi Tanácsnak. Fontos feladatnak tartotta a folyamatos kórházfejlesztéseket, a legújabb eljárások, eredmények alkalmazását, illetve szorgalmazta a gyógyfürdők fejlesztését, integrálását a gyógyászatba. 85 éves korában, 1913. május 19-én hunyt el, Budapesten.

## Házassága és leszármazottjai
A Szabolcs vármegyei Leveleken 1860. június 25-én feleségül vette a nemesi származású tolcsvai Bónis Malvine (Onga, 1841. május 28. – Budapest, 1926. február 25.) kisasszonyt, akinek a szülei tolcsvai Bónis Sámuel (1810–1879) országgyűlési képviselő, földbirtokos és nagyréthi Darvas Erzsébet (1814–1900) voltak. Az apai nagyszülei tolcsvai Bónis Sámuel, szabolcsi alispán, földbirtokos és vargyasi Dániel Borbála voltak. Az anyai nagyszülei nagyréthi Darvas Antal, földbirtokos és Karpé Erzsébet voltak. Korányi Frigyes báró és tolcsvai Bónis Malvine frigyéből született:
- báró Korányi Malvine (*Nagykálló, 1862. október 26.–†Budapest, 1945. június 28.). Férje: báró vargyasi Daniel Gábor (Vargyas, 1854. december 2. – Szőny, 1919. július 6.)[13] magyar politikus, országgyűlési képviselő.
- báró Korányi Anna (*Nagykálló, 1864. május 14.–†Budapest, 1947. június 12.). Férje: sóvári Soós Elemér (Nádasd, 1844. június 16. – Budapest, 1929. február 2.) honvéd ezredes, genealógus, hadtörténész, a Signum Laudis, a hadi érem, az ezüst udvari érem, a katonai jubileumi kereszt, a Ferenc József rend tiszti keresztje tulajdonosa
- báró Korányi Sándor (Pest, 1866. június 18. – Budapest, 1944. április 12.) orvos, egyetemi tanár, az MTA tagja, az atheni, breslaui, lyoni, pécsi és szegedi egyetem tiszteletbeli doktora, a Budapesti Orvostudományi Egyetem belgyógyász tanára, a magyar főrendiház tagja, majd (1927) a felsőház tagja, a MTA tagja. Felesége: nagyolaszi és felsőkubini Kubinyi Margit (Felsőlehota, 1874. december 14.– †Sao Paulo, Brazília, 1963. február 7.)[14]
- báró Korányi Frigyes (Pest, 1869. július 21. – Budapest, 1935. december 26.),[15] a magyar felsőház tagja, országgyűlési képviselő, magyar kir. Pénzügyminiszter, magyar királyi kereskedelemügyi miniszter, párizsi és madridi követ, a Pénzintézeti Központ elnöke, az Országos Központi Hitelszövetkezet vezérigazgatója. Neje: granzowi Koller Edit (Budapest, 1878. december 21. – Budapest, 1958. szeptember 15.)

## Emlékezete
- Nevét több közintézmény is viseli, mint például a Korányi Frigyes Gimnázium Nagykállóban, a SOTE Korányi Frigyes Szakkollégiuma, illetve a Korányi Kórház (hivatalos nevén Országos Korányi Pulmonológiai Intézet).
- Az Orvos-Egészségügyi Dolgozók Szakszervezete az ő emlékezetére 1955-ben megalapította a Korányi Frigyes-emlékérmet, amelyet évenként osztanak ki a tbc elleni küzdelem terén kimagasló eredményt elért orvosoknak.
- 2024 óta nevét viseli a 214558 Korányi kisbolygó.[16]

## Művei
Több külföldi kézikönyv összeállításánál kérték fel szerzőnek.
- Über Milzbrand und Rotzkrankheit. In: Franz Freiherr von Pitha und Theodor Billroth : Handbuch der allgemeinen und speciellen Chirurgie. 1865
- Az ázsiai hányszékelésről, cholera asiatica. Három előadás; Eggenberger, Bp., 1873 (hasonmásban: 1978)
- Emlékbeszéd K. R. A. Wunderlich felett; olvasta Korányi Frigyes; Khór és Wein Ny., Bp., 1878
- Az újabbkori kór- és gyógytan módszereiről; Természettudományi Társulat, Bp., 1880 (Népszerű természettudományi előadások gyűjteménye)
- A budapesti kir. magyar tud. egyetemi II. belgyógyászati kóroda épülete; Egyetemi Ny., Bp., 1882
- Die Lungenkrankheiten. In: Albert Eulenburg: Real-Encyclopädie der gesammten Heilkunde. Bécs, 1880–1883
- Zoonosen. In: Carl Wilhelm Hermann Nothnagel et al. [Hrsg.]: Handbuch der speciellen Pathologie und Therapie. Bécs, 1894–1905, 24 Bände.
- A belgyógyászat kézikönyve (szerk. Bókai Árpád, Kétli Károly, K. F. I–V. Bp., 1894–1898)

Ezeken felül még több mint 150 tudományos közleménye jelent meg.
- Kórodai adatok a vegyes fertőzeti betegségek ismeretéhez, Értekezések a természettudományok köréből (18. 4). Magyar Tudományos Akadémia, Budapest, (1888).
- Beszéd. Tartotta Korányi Frigyes a "Szanatórium-Egyesület" 2. évi rendes közgyűlése alkalmával, 1900. március 11-én; Szanatórium-Egyesület, Bp., 1900
- Emlékbeszéd Markusovszky Lajos fölött. A Budapesti Kir. Orvosegyesület 1902. évi október hó 14-iki LXV. nagygyűlésén tartott emlékbeszéd; Pesti Lloyd-társulat Kny., Bp., 1902
- A belgyógyászat újkori haladása; Pátria Ny., Bp., 1908 (Markusovszky-féle egyetemi jubiláris előadások)

## Róla írták
- Emlékbeszéd báró Korányi Frigyes felett. A Magyar Orvosok Tuberkulózis-Egyesületének 1914. évi II. nagygyűlésén tartotta Preisz Hugó dr.; Pápai Ernő Műintézete, Bp., 1915
- Bókay János: Korányi Frigyes (Akad. Ért., 1928)
- Tállyai Róth Miklós: Korányi Frigyes (Bp., 1932)
- Máté István-Réti Endre: Korányi Frigyes (Bp., 1951)
- Babics Antal: Megemlékezés Korányi Frigyesről (Magy. Tud. 1963, 12. sz.)
- Varga Lajos: Id. Korányi Frigyes (Orv. Hetit. 1963. 22. sz.)
- Hajos Károly: Korányi Frigyes és kora (Communicationes ex Bibliotheca Historiae Medicae Hungaricae, 1963. 29. sz.)
- Tauszk Ferenc: Korányi Frigyes (1828-1913) (Bp., 1913)